# ميخائيل أوبراين
ميخائيل أوبراين (بالإنجليزية: Michael O'Brien)‏ هو سياسي أمريكي، ولد في 18 يونيو 1955. حزبياً، نشط في الحزب الديمقراطي. وقد انتخب عضو مجلس نواب أوهايو.